# اولیور تاونند
اولیور تاونند (انگلیسی: Oliver Townend؛ زادهٔ ۱۵ نوامبر ۱۹۸۲) سوارکار اهل بریتانیا است.